# Paisagem Protegida do Corno do Bico
A Paisagem Protegida do Corno de Bico é uma área protegida dotada de elevado valor ecológico que está inserida no concelho de Paredes de Coura
No seu extenso e bem conservado coberto florestal destacam-se os carvalhais, sendo que na componente da fauna, podem ser observadas espécies como o lobo e a toupeira de água, com estatuto de protecção, a lontra, o tritão palmado, a gineta, o corço e o javali.

## Flora
A espécie dominante é o carvalho-roble ou alvarinho (Quercus robur). Outras espécies que se podem encontrar são o pinheiro-bravo (Pinus pinaster), castanheiro (Castanea sativa), eucalipto (Eucalyptus globulus), pereira-brava (Pyrus bourgueana), bétula (Betula pendula), urze-branca (Erica arborea) e o azevinho (Ilex aquifolium).

## Fauna
É possível encontrar o chapim-real (Parus major), javali (Sus scrofa) e o esquilo vermelho (Sciurus vulgaris). 